# Hadronyche modesta
Hadronyche modesta ist eine Art der Gattung Hadronyche und gehört zur Familie Atracidae. Sie wird häufig mit Atrax robustus verwechselt, weil sie dieser Art ähnelt und sich ihre Verbreitungsgebiete überschneiden. Sie wurde von Simon zu der Gattung Atrax gestellt, aber von Gray 1988 neu zugeordnet. Ihr Verbreitungsgebiet liegt in Victoria (Australien), vor allem in der Gegend um die Stadt Melbourne; daher heißt sie im Englischen Victorian funnel-web spider.

## Aussehen

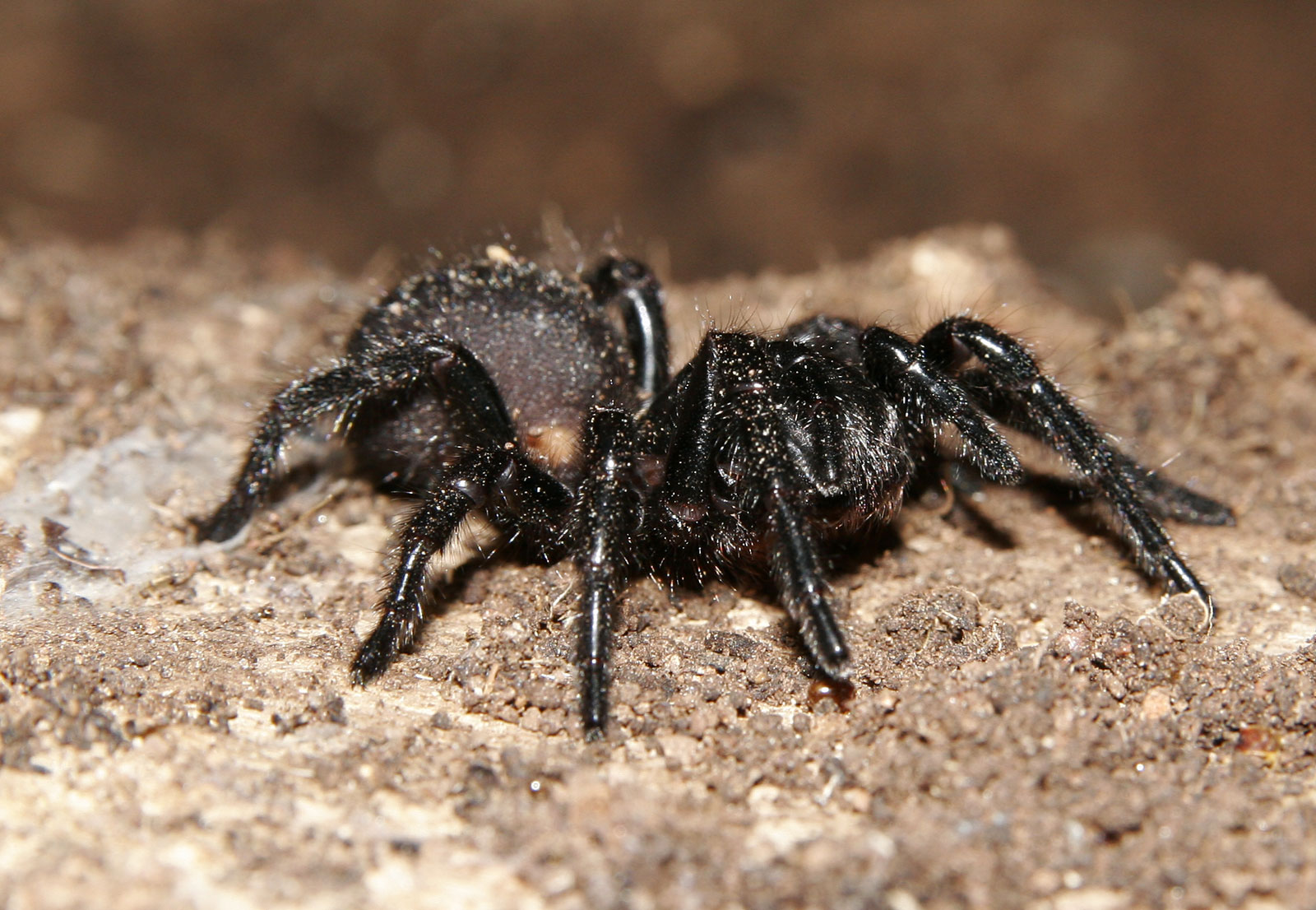
Habitus

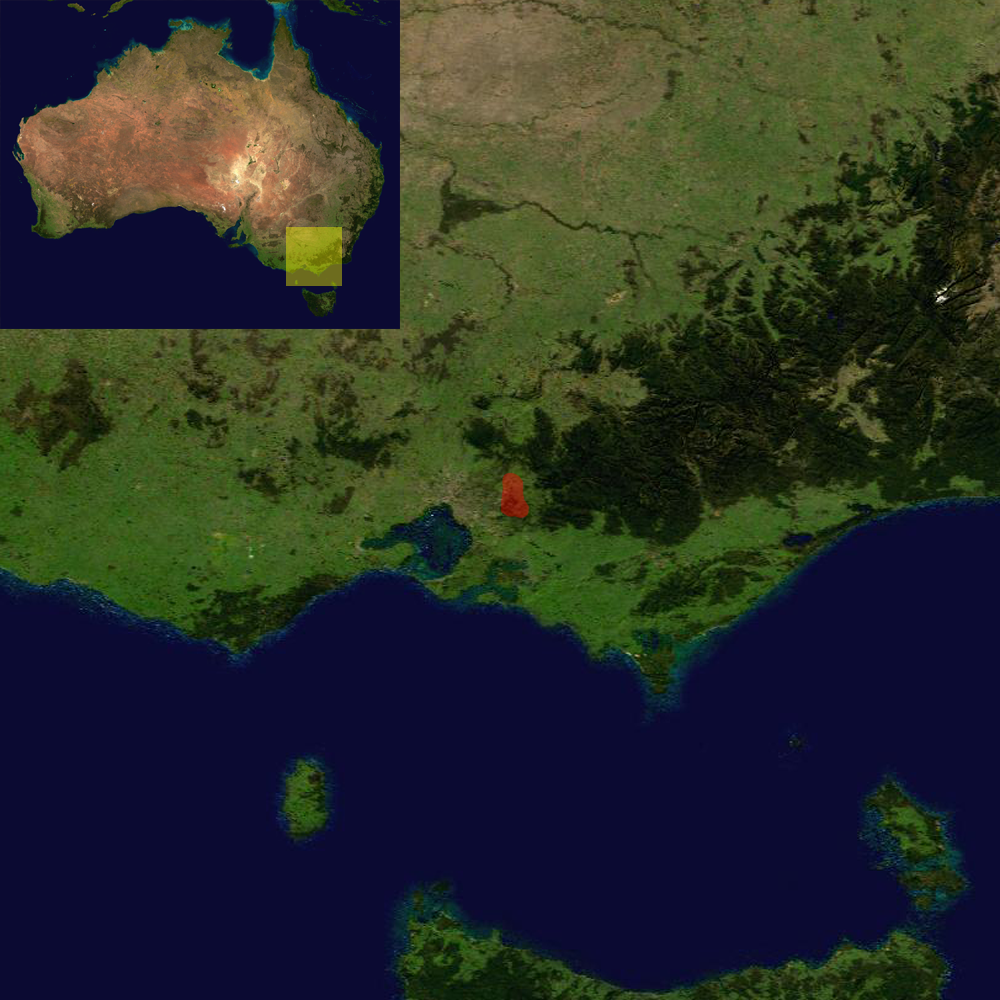
Verbreitung in Australien (Dandenong Ranges, Victoria)

Das Weibchen von Hadronyche modesta hat typischerweise einen schwarzen, leuchtenden Carapax. Das Opisthosoma ist dunkelbraun bis schwarz und ist fein gerippt. Das Männchen sieht dem Weibchen sehr ähnlich, nur die Beine haben oft zusätzlich einen schimmernden Glanz. In ihrer Form gleicht sie der Braunen Falltürspinne Stanwellia grisea, die im gleichen Verbreitungsraum vorkommt. Der Körper ist jedoch kleiner und dunkler als bei Stanwellia grisea.

## Verhalten
Ihre trichter- oder röhrenförmigen Netze legt sie an feuchten, kühlen Stellen auch in Häusern an. Die Weibchen bleiben ein Leben lang in dieser Höhle. In Sommer- oder Herbstmonaten wandern die Männchen umher und suchen Weibchen. Dabei gelangen sie gelegentlich in Häuser und es kann zu Bissunfällen kommen. Der Biss verursacht Kopfschmerzen und Übelkeit, ist aber nicht weiter gefährlich.
Auch Hadronyche-Arten benutzen Signalfäden, um ihre Beute zu fangen. Diese Stolperfäden werden in der Nähe des Höhleneingangs gesponnen. Die Spinnen warten, bis ein Insekt beim Herumwandern auf einen Stolperfaden trifft, welchen die Spinne in der Höhle auf Vibrationen mit ihren Beinen „abhorcht“, um dann vorzuschnellen und die Beute zu erlegen.

## Biss und Giftwirkung
Obwohl diese Art mit der Sydney-Trichternetzspinne verwandt ist, wurde sie nicht in Todesfälle oder schwerwiegende Vergiftungen verwickelt. Es ist lediglich bekannt, dass sie allgemeine Symptome (wie Kopfschmerzen und Übelkeit) verursacht.
Anders verhält es sich bei der Blue-Mountains-Trichternetzspinne (Hadronyche versuta) aus derselben Gattung. Einer von neun registrierten Fällen von Bissen der Blue-Mountains-Trichternetzspinne führt zu schweren Vergiftungserscheinungen. Der Biss dieser Spinne kann allerdings erfolgreich mit dem Gegengift für die Sydney-Trichternetzspinne behandelt werden, da es sich ebenfalls um ein Gift aus der Gruppe der Delta-Atracotoxine (ACTX) handelt.
Das Gift einer weiteren Spezies dieser Gattung, der Ostaustralischen Trichternetzspinne (Darling-Downs-Trichternetzspinne, Hadronyche infensa) enthält das Peptid Hi1a, welches als Medikament gegen die Spätfolgen eines Schlaganfalls wirken könnte (siehe Spinnengift in der Medizin).